# Raúl García Carnero
Raúl García Carnero (La Coruña, 30 de abril de 1989) é um futebolista profissional espanhol que atua como defensor.

## Carreira
Raúl García Carnero começou a carreira no Deportivo La Coruña.

## Títulos
Alavés
- Vice Copa del Rey de España: 2016-2017.